# 四(4-硼酸基苯基)甲烷
四(4-硼酸基苯基)甲烷是四苯甲烷中苯环对位的氢被-B(OH)2取代而成的有机化合物，化学式为C25H24B4O8。它可以四(4-溴苯基)甲烷为原料，与硼酸三甲酯或联硼酸频那醇酯在一定条件下反应得到。该化合物具有有机硼酸的通性，如在钯化合物的催化下发生Suzuki反应来得到碳链增长的化合物，例如和二卤代芳烃之间的反应，生成共价有机框架材料（COF）；目前已知的进行量子效应实验的最多原子数的分子也是由此合成的。
其甲硅烷的类似物已被制得。